# Heinrich Johann Sinkel
Heinrich Johann Sinkel, auch Hendrik Joannis Sinkel oder Henricus Johannes Sinkel (* 6. Januar 1835 in Almelo; † 15. Januar 1908 in Düsseldorf), war ein niederländischer Historien- und Porträtmaler der Düsseldorfer Schule.

## Leben

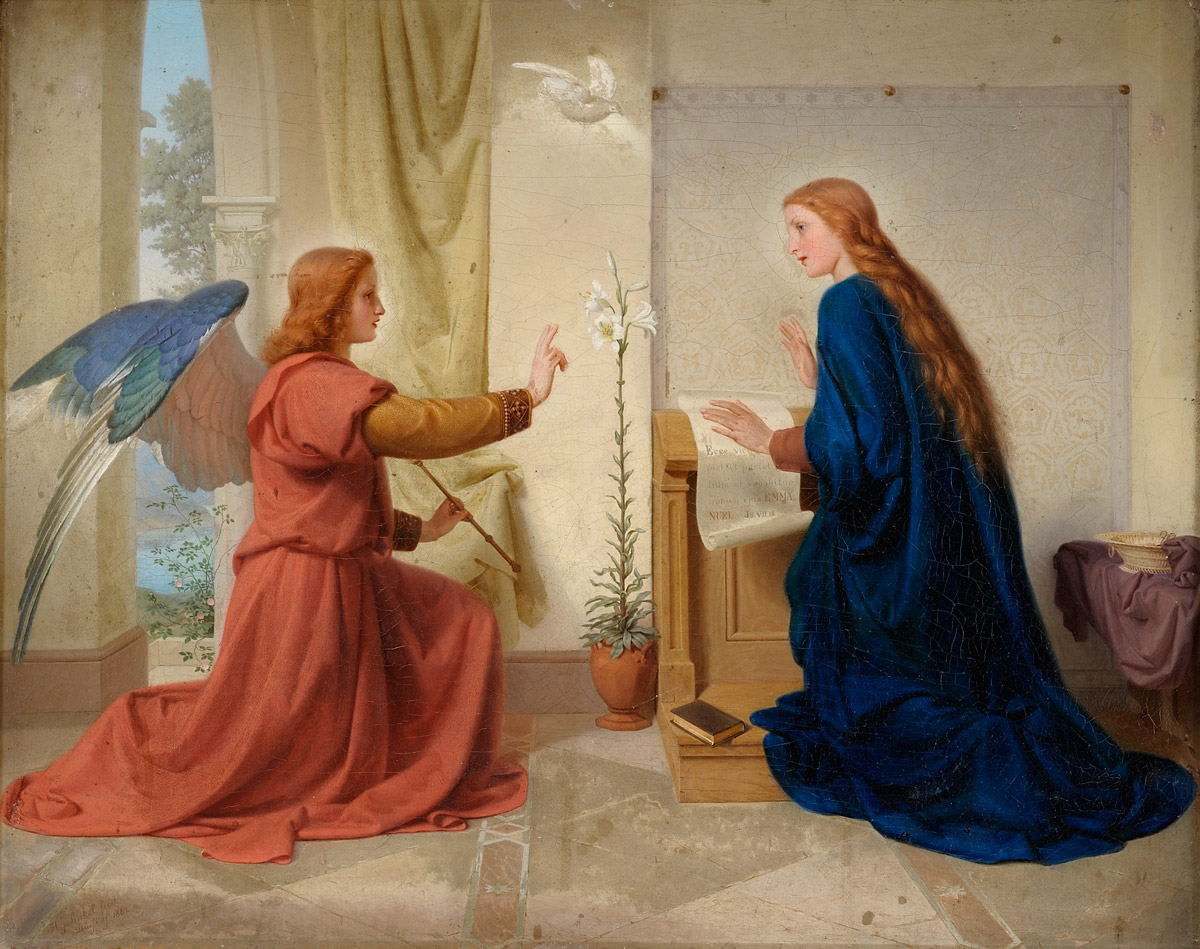
Verkündigung (1862)

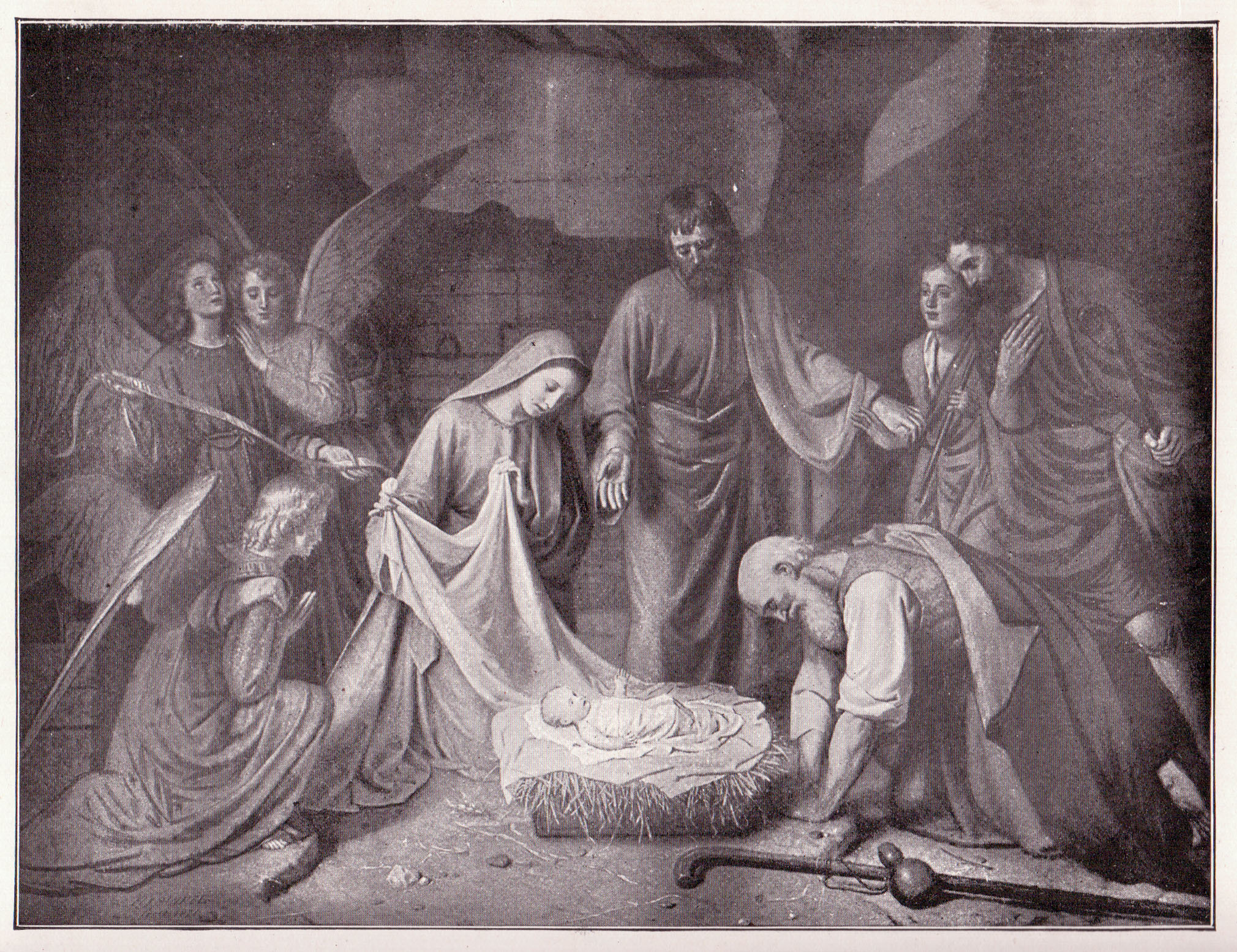
Illustration The First Christmas

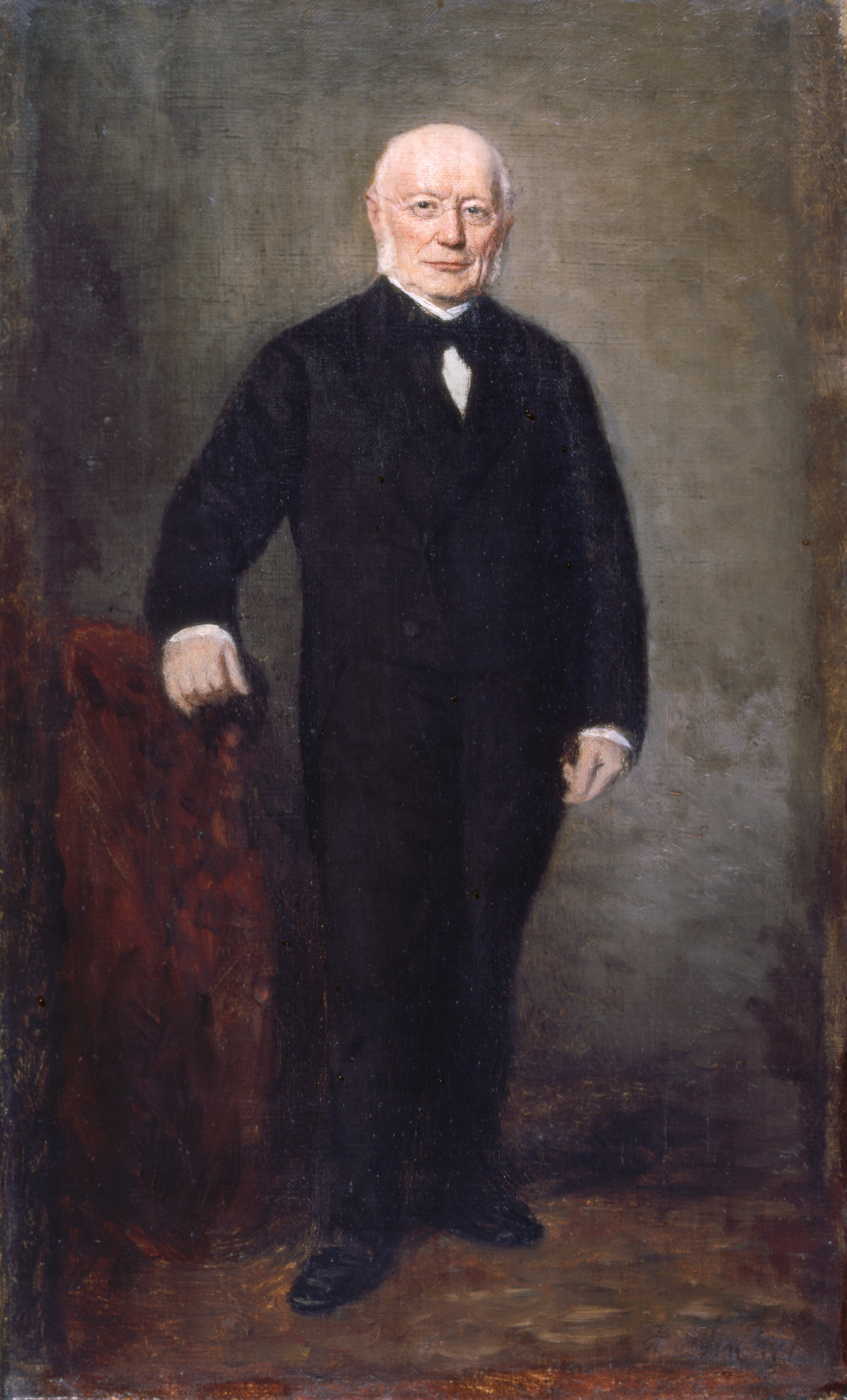
Ludwig Windthorst
Ölgemälde Sinkels, um 1880

Der in der Provinz Overijssel im Königreich der Niederlande geborene Hendrikus Joannis Sinkel studierte an der Kunstakademie Düsseldorf unter dem Nazarener Karl Müller (1818–1893) aus Ahrweiler, welcher seit 1857 als Professor für Historienmalerei an der Düsseldorfer Kunstakademie lehrte, und bei Franz Ittenbach, zu dessen besten Schülern er gehörte.
Sinkel arbeitete bis 1861 in Almelo, machte 1867 eine Studienreise nach Italien und lebte dann bis 1871 in Weert. Er zog nach Deventer, wo er 1871 Cathrina Agnes geborene Blom (* 14. Januar 1843 in Zwolle; † 10. Februar 1913 in Düsseldorf) geheiratet hatte, und ließ sich dann ab 1874 in Düsseldorf nieder, wo er bis zu seinem Tod lebte.
Unter dem Einfluss seiner Lehrer malte Sinkel anfänglich religiöse Bilder im strengen nazarenischen Stil, insbesondere Madonnenbilder. Später gehörten Porträts zu seinem Repertoire und er wurde zum gefragten Maler von Bildnissen. Er hatte Ausstellungen in Zwolle im Jahre 1855, 1874 in Gent und 1880 auf der Allgemeinen Deutschen Kunstausstellung in Düsseldorf mit Porträts des Grafen und der Gräfin von Spee.
Sinkel war Mitglied im Künstlerverein Malkasten. Von dem Maler Karl Hoff kaufte er ein Haus auf der Oststraße 34, nachdem dieser 1878 nach Karlsruhe berufen worden war.

## Werke (Auswahl)
- Verkündigung, (1862)
- Innocence and knowledge, (1863)[5]
- Der Christusknabe mit dem vierten Gebot (1868)
- Allegorie der Malerei (1874)[6]
- Porträt Franz Ittenbach, aus Nachlass als Schenkung der Wilhelmine Ittenbach an die Gemäldegalerie Düsseldorf[7]
- Henri van Basten Batenburg, Porträt (1864)[8]
- Die heilige Caecilie, (1873)[9]
- Porträt der Gräfin Otto von Ketteler, geb. Elisabeth Gräfin Schaffgotsch (1862–1952), gen. Semperfrei von und zu Kynast und Greiffenstein[10]
- Maria mit dem Jesuskinde, (1876)[11]
- Carl Leverkus, Porträt (1888)
- Porträt einer Dame, (1897)
- Bischof Wilhelm Schneider, Bildnis
- Altarbild in der Christuskirche Königswinter (1903)
- Preußischer Kammerherr aus der Freiherrenfamilie von Nagel, Ganzfigur (1903)[12]
- Regina caeli in der Regina coeli in der Kasbacher Kirche der Heiligen Maria Magdalena[13]